# Rispa
Rispa – postać biblijna z Drugiej Księgi Samuela, córka Ajji, nałożnica króla Saula. 
Po śmierci Saula o współżycie z Rispą został oskarżony przez króla Iszbaala dowódca jego armii, Abner. Wydarzenie to spowodowało przejście Abnera na stronę króla Dawida.
Dwaj synowie Rispy – Armoni i Meribbaal – zostali przez Dawida wydani Gibeonitom, którzy powiesili ich w ramach zadośćuczynienia za prześladowania doznane za czasów Saula. Śmierć synów Rispy miała zakończyć trzyletni okres głodu, będący karą za złamanie przez Saula zawartego w imię Jahwe przymierza z Gibeonitami. Rispa od żniw do czasu końca suszy strzegła ciał synów przed dziką zwierzyną.